# Bodenspur

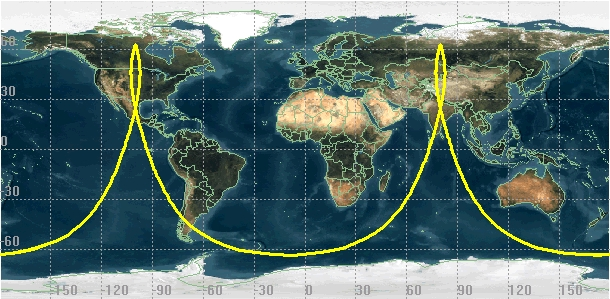
Bodenspur eines Molnija-Satelliten

Bodenspur ist ein Begriff aus der Raumfahrt. Er bezeichnet die senkrechte Projektion der Flugbahn eines Satelliten auf die Oberfläche des Himmelskörpers, den er umkreist – sozusagen die gedachte Spur, die der Satellit unter sich auf den Boden zeichnet.